# Біккенбах (Гессен)
Біккенбах (нім. Bickenbach) — громада в Німеччині, знаходиться в землі Гессен. Підпорядковується адміністративному округу Дармштадт. Входить до складу району Дармштадт-Дібург.
Площа — 9,26 км2. Населення становить 6095 ос. (станом на 31 грудня 2020).